# Okushiri, Hokkaidō
Okushiri (奥尻町 Okushiri-chō) là thị trấn nằm trên đảo Okushiri, thuộc huyện Okushiri, phó tỉnh Hiyama, Hokkaidō, Nhật Bản. Tính đến ngày 1 tháng 10 năm 2020, dân số ước tính thị trấn là 2.410 người và mật độ dân số là 17 người/km2. Tổng diện tích thị trấn là 142,98 km2.

## Địa lý

### Khí hậu
| Dữ liệu khí hậu của Okushiri, Hokkaidō   | Dữ liệu khí hậu của Okushiri, Hokkaidō | Dữ liệu khí hậu của Okushiri, Hokkaidō | Dữ liệu khí hậu của Okushiri, Hokkaidō | Dữ liệu khí hậu của Okushiri, Hokkaidō | Dữ liệu khí hậu của Okushiri, Hokkaidō | Dữ liệu khí hậu của Okushiri, Hokkaidō | Dữ liệu khí hậu của Okushiri, Hokkaidō | Dữ liệu khí hậu của Okushiri, Hokkaidō | Dữ liệu khí hậu của Okushiri, Hokkaidō | Dữ liệu khí hậu của Okushiri, Hokkaidō | Dữ liệu khí hậu của Okushiri, Hokkaidō | Dữ liệu khí hậu của Okushiri, Hokkaidō | Dữ liệu khí hậu của Okushiri, Hokkaidō |
| Tháng                                    | 1                                      | 2                                      | 3                                      | 4                                      | 5                                      | 6                                      | 7                                      | 8                                      | 9                                      | 10                                     | 11                                     | 12                                     | Năm                                    |
| ---------------------------------------- | -------------------------------------- | -------------------------------------- | -------------------------------------- | -------------------------------------- | -------------------------------------- | -------------------------------------- | -------------------------------------- | -------------------------------------- | -------------------------------------- | -------------------------------------- | -------------------------------------- | -------------------------------------- | -------------------------------------- |
| Cao kỉ lục °C (°F)                       | 9.6 (49.3)                             | 12.9 (55.2)                            | 14.5 (58.1)                            | 21.5 (70.7)                            | 23.1 (73.6)                            | 26.4 (79.5)                            | 31.2 (88.2)                            | 33.2 (91.8)                            | 30.9 (87.6)                            | 23.8 (74.8)                            | 19.0 (66.2)                            | 14.6 (58.3)                            | 33.2 (91.8)                            |
| Trung bình tối đa °C (°F)                | 6.7 (44.1)                             | 7.6 (45.7)                             | 11.4 (52.5)                            | 16.3 (61.3)                            | 20.3 (68.5)                            | 23.6 (74.5)                            | 27.2 (81.0)                            | 28.8 (83.8)                            | 26.8 (80.2)                            | 21.3 (70.3)                            | 16.8 (62.2)                            | 10.5 (50.9)                            | 29.3 (84.7)                            |
| Trung bình ngày tối đa °C (°F)           | 1.6 (34.9)                             | 1.9 (35.4)                             | 5.3 (41.5)                             | 10.0 (50.0)                            | 14.6 (58.3)                            | 19.0 (66.2)                            | 22.9 (73.2)                            | 25.4 (77.7)                            | 22.6 (72.7)                            | 16.6 (61.9)                            | 10.0 (50.0)                            | 3.9 (39.0)                             | 12.8 (55.0)                            |
| Trung bình ngày °C (°F)                  | −0.4 (31.3)                            | −0.2 (31.6)                            | 3.0 (37.4)                             | 7.4 (45.3)                             | 11.7 (53.1)                            | 16.0 (60.8)                            | 20.1 (68.2)                            | 22.5 (72.5)                            | 20.0 (68.0)                            | 14.2 (57.6)                            | 7.6 (45.7)                             | 1.7 (35.1)                             | 10.3 (50.5)                            |
| Tối thiểu trung bình ngày °C (°F)        | −2.4 (27.7)                            | −2.2 (28.0)                            | 0.7 (33.3)                             | 5.0 (41.0)                             | 9.3 (48.7)                             | 13.6 (56.5)                            | 17.9 (64.2)                            | 20.1 (68.2)                            | 17.5 (63.5)                            | 11.8 (53.2)                            | 5.1 (41.2)                             | −0.5 (31.1)                            | 8.0 (46.4)                             |
| Trung bình tối thiểu °C (°F)             | −7.5 (18.5)                            | −7.5 (18.5)                            | −4.5 (23.9)                            | 0.5 (32.9)                             | 4.9 (40.8)                             | 9.4 (48.9)                             | 14.0 (57.2)                            | 16.4 (61.5)                            | 12.5 (54.5)                            | 5.4 (41.7)                             | −2.1 (28.2)                            | −6.4 (20.5)                            | −8.6 (16.5)                            |
| Thấp kỉ lục °C (°F)                      | −12.7 (9.1)                            | −13.4 (7.9)                            | −10.4 (13.3)                           | −4.6 (23.7)                            | 0.2 (32.4)                             | 5.0 (41.0)                             | 8.9 (48.0)                             | 12.1 (53.8)                            | 6.6 (43.9)                             | −0.2 (31.6)                            | −7.6 (18.3)                            | −13.2 (8.2)                            | −13.4 (7.9)                            |
| Lượng Giáng thủy trung bình mm (inches)  | 29.6 (1.17)                            | 34.1 (1.34)                            | 42.4 (1.67)                            | 64.2 (2.53)                            | 83.8 (3.30)                            | 76.3 (3.00)                            | 113.3 (4.46)                           | 127.1 (5.00)                           | 122.7 (4.83)                           | 90.4 (3.56)                            | 84.2 (3.31)                            | 61.9 (2.44)                            | 920.1 (36.22)                          |
| Số ngày giáng thủy trung bình (≥ 1.0 mm) | 6.3                                    | 5.4                                    | 6.6                                    | 7.7                                    | 8.4                                    | 7.3                                    | 8.7                                    | 8.1                                    | 9.5                                    | 11.0                                   | 11.1                                   | 9.2                                    | 98.6                                   |
| Số giờ nắng trung bình tháng             | 45.2                                   | 71.3                                   | 158.2                                  | 207.9                                  | 196.2                                  | 178.4                                  | 154.3                                  | 199.1                                  | 189.1                                  | 160.6                                  | 87.0                                   | 46.3                                   | 1.698,2                                |
| Nguồn 1: Cục Khí tượng Nhật Bản          |                                        |                                        |                                        |                                        |                                        |                                        |                                        |                                        |                                        |                                        |                                        |                                        |                                        |
| Nguồn 2: Cục Khí tượng Nhật Bản          |                                        |                                        |                                        |                                        |                                        |                                        |                                        |                                        |                                        |                                        |                                        |                                        |                                        |

| Dữ liệu khí hậu của Sân bay Okushiri     | Dữ liệu khí hậu của Sân bay Okushiri | Dữ liệu khí hậu của Sân bay Okushiri | Dữ liệu khí hậu của Sân bay Okushiri | Dữ liệu khí hậu của Sân bay Okushiri | Dữ liệu khí hậu của Sân bay Okushiri | Dữ liệu khí hậu của Sân bay Okushiri | Dữ liệu khí hậu của Sân bay Okushiri | Dữ liệu khí hậu của Sân bay Okushiri | Dữ liệu khí hậu của Sân bay Okushiri | Dữ liệu khí hậu của Sân bay Okushiri | Dữ liệu khí hậu của Sân bay Okushiri | Dữ liệu khí hậu của Sân bay Okushiri | Dữ liệu khí hậu của Sân bay Okushiri |
| Tháng                                    | 1                                    | 2                                    | 3                                    | 4                                    | 5                                    | 6                                    | 7                                    | 8                                    | 9                                    | 10                                   | 11                                   | 12                                   | Năm                                  |
| ---------------------------------------- | ------------------------------------ | ------------------------------------ | ------------------------------------ | ------------------------------------ | ------------------------------------ | ------------------------------------ | ------------------------------------ | ------------------------------------ | ------------------------------------ | ------------------------------------ | ------------------------------------ | ------------------------------------ | ------------------------------------ |
| Cao kỉ lục °C (°F)                       | 9.3 (48.7)                           | 11.1 (52.0)                          | 12.6 (54.7)                          | 22.4 (72.3)                          | 24.3 (75.7)                          | 26.7 (80.1)                          | 31.1 (88.0)                          | 32.7 (90.9)                          | 30.2 (86.4)                          | 23.6 (74.5)                          | 18.5 (65.3)                          | 13.9 (57.0)                          | 32.7 (90.9)                          |
| Trung bình ngày tối đa °C (°F)           | 0.7 (33.3)                           | 1.4 (34.5)                           | 5.1 (41.2)                           | 9.8 (49.6)                           | 14.4 (57.9)                          | 18.7 (65.7)                          | 22.4 (72.3)                          | 25.1 (77.2)                          | 22.4 (72.3)                          | 16.4 (61.5)                          | 9.7 (49.5)                           | 3.3 (37.9)                           | 12.5 (54.4)                          |
| Trung bình ngày °C (°F)                  | −1.6 (29.1)                          | −1.0 (30.2)                          | 2.3 (36.1)                           | 6.8 (44.2)                           | 11.3 (52.3)                          | 15.8 (60.4)                          | 19.8 (67.6)                          | 22.2 (72.0)                          | 19.4 (66.9)                          | 13.5 (56.3)                          | 7.0 (44.6)                           | 0.8 (33.4)                           | 9.7 (49.4)                           |
| Tối thiểu trung bình ngày °C (°F)        | −3.9 (25.0)                          | −3.5 (25.7)                          | −0.5 (31.1)                          | 3.6 (38.5)                           | 8.2 (46.8)                           | 13.1 (55.6)                          | 17.5 (63.5)                          | 19.6 (67.3)                          | 16.2 (61.2)                          | 10.1 (50.2)                          | 3.9 (39.0)                           | −1.8 (28.8)                          | 6.9 (44.4)                           |
| Thấp kỉ lục °C (°F)                      | −11.1 (12.0)                         | −13.0 (8.6)                          | −7.7 (18.1)                          | −2.4 (27.7)                          | 0.5 (32.9)                           | 5.7 (42.3)                           | 10.4 (50.7)                          | 11.0 (51.8)                          | 7.5 (45.5)                           | 2.4 (36.3)                           | −5.7 (21.7)                          | −10.9 (12.4)                         | −13.0 (8.6)                          |
| Lượng Giáng thủy trung bình mm (inches)  | 31.3 (1.23)                          | 30.9 (1.22)                          | 40.3 (1.59)                          | 53.0 (2.09)                          | 87.4 (3.44)                          | 82.7 (3.26)                          | 108.4 (4.27)                         | 112.0 (4.41)                         | 113.8 (4.48)                         | 76.8 (3.02)                          | 74.1 (2.92)                          | 57.7 (2.27)                          | 868.2 (34.18)                        |
| Số ngày giáng thủy trung bình (≥ 1.0 mm) | 8.6                                  | 6.9                                  | 7.6                                  | 7.1                                  | 8.7                                  | 8.2                                  | 8.9                                  | 7.1                                  | 9.3                                  | 10.1                                 | 11.6                                 | 10.1                                 | 104.2                                |
| Nguồn: Cục Khí tượng Nhật Bản            |                                      |                                      |                                      |                                      |                                      |                                      |                                      |                                      |                                      |                                      |                                      |                                      |                                      |